# Eusattodera
Eusattodera es un género de escarabajos de la familia Chrysomelidae. En 1906 Schaeffer describió el género. Esta es la lista de especies que lo componen:
- Eusattodera delta (Wilcox, 1965)
- Eusattodera intermixtus (Fall, 1910)
- Eusattodera luteicollis (Leconte, 1868)
- Eusattodera pini (Schaeffer, 1906)
- Eusattodera rugosus (Jacoby, 1888)
- Eusattodera thoracicus (Melsheimer, 1806)